# Петър Попиванов
Петър Радоев Попиванов е български математик.
Роден е на 6 април 1946 година. Син е на известния учен-биолог академик Радой Попиванов.
Работи предимно в сферата на диференциалните уравнения. Член-кореспондент от 1995, академик на БАН от 2003 г..